# Anton Grot
Anton Grot, właśc. Antoni Franciszek Groszewski (ur. 18 stycznia 1884 w Kiełbasinie, zm. 21 marca 1974 w Stanton) – amerykański scenograf i reżyser filmowy polskiego pochodzenia, działający w Hollywood.
W roku 1909 wyemigrował do Stanów Zjednoczonych. Od roku 1913 był udziałowcem wytwórni filmowej United Artists, później Warner Bros. Był pięciokrotnie nominowany do nagrody Oscara, ale nigdy jej nie otrzymał. W ciągu 35 lat działalności uczestniczył w powstaniu 110 filmów.
Jego pierwszym dziełem była scenografia do filmu niemego "The Light at Dusk" (Światło o zmierzchu).
Pierwszą nominację otrzymał w roku 1931 w kategorii „najlepsza scenografia” za film "Svengali" reż. Anthony Mayo,  drugą w roku 1937 za film „Anthony Adverse” reż. Mervyn LeRoy, trzecią w roku 1938 za film „The Life of Emile Zola” (Życie Emila Zoli) reż. William Dieterle, czwartą w roku 1940 za film „The Private Lives of Elizabeth and Essex” (Prywatne życie Elżbiety I Essexa) reż. Michael Curtiz, piątą w roku 1941 za film „The Sea Hawk” (Jastrząb morski) reż. Michael Curtiz.
W roku 1941 otrzymał nagrodę specjalną za osiągnięcia techniczne, m.in. za urządzenie do imitacji fal morskich w studiu Warner Bros.